# Schloss Oberstockstall

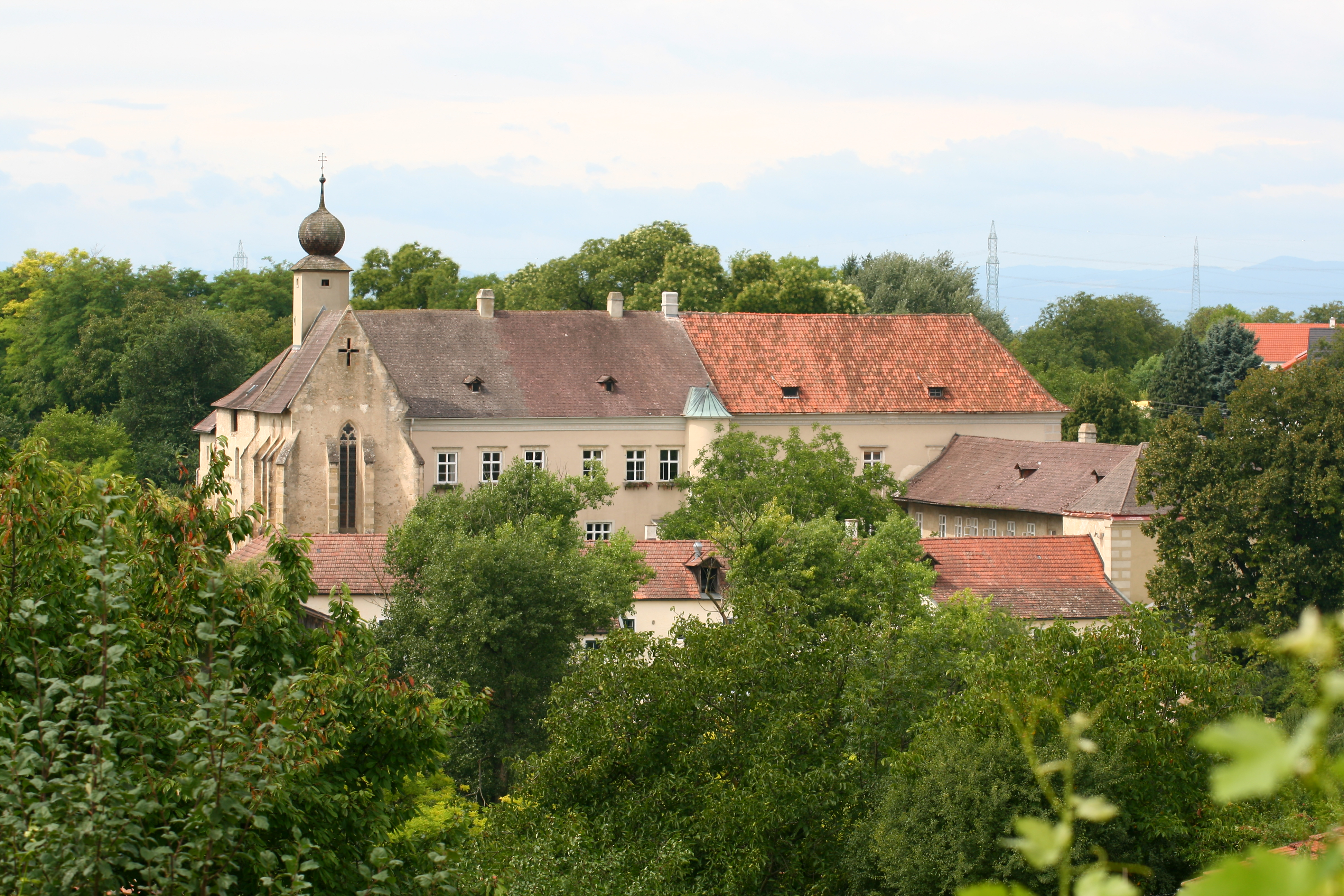
Schloss und Kapelle von der Hausbergkante aus gesehen

Das Schloss Oberstockstall (auch: Gut Oberstockstall) ist ein in der Renaissance schlossartig umgestalteter Gutshof im Südwesten des Ortes Oberstockstall in der Marktgemeinde Kirchberg am Wagram in Niederösterreich.

## Geschichte
Das Anwesen wurde Mitte des 16. Jahrhunderts über einem mittelalterlichen Vorgängerbau errichtet. Am Anfang des 17. Jahrhunderts wurde es nach Norden verlängert und im späten 17. Jahrhundert durch Wirtschaftstrakte erweitert. Der Vorgängerbau diente ursprünglich als Wirtschaftshof des Bistums Passau und wurde 1548 von Kanonikus Christoph Trenbähk als Herrschaftssitz ausgebaut. Im 18. Jahrhundert war es Verwaltungssitz des Passauer Domkapitels.
Im Jahr 1980 entdeckte der Eigentümer einen von der Kapelle aus zugänglichen Raum, der die vollständige Ausstattung eines Alchemistenlaboratoriums des 16. Jahrhunderts enthielt. Mit seinen mehr als 1000 Objekten gilt dieser Fundkomplex als der größte geschlossene Fund seiner Art. Die Fundstücke wurden in das eigens eingerichtete Alchemistenmuseum im Alten Rathaus von Kirchberg am Wagram verbracht.
Das Hauptgebäude und der ummauerte Garten sind in Privatbesitz und nicht öffentlich zugänglich. Andere Teile werden gastronomisch genutzt.

## Architektur
Das Schloss Oberstockstall ist eine unregelmäßige, zwei- bis dreigeschoßige Anlage mit Wohn- und Wirtschaftsgebäuden um einen rechteckigen Innenhof. Der Südtrakt schließt im Westen an die Kirche an. Der dreigeschoßige Bruchsteinbau, im Kern auf das 14. Jahrhundert datiert, wurde ab Anfang des 16. Jahrhunderts mehrfach umgebaut. An der Südseite sind noch zwei spätgotische Fensterlaibungen vom Anfang des 16. Jahrhunderts zu sehen. Ein vermauertes Schulterbogenportal an der Nordseite stammt vermutlich aus dem 14. Jahrhundert. Der T-förmig anschließende dreigeschoßige Westtrakt hat an der Hofseite einen Treppenturm. Der gleich hohe, nördliche Erweiterungsbau, eine Verlängerung mit unterschiedlicher Geschoßteilung, wurde Anfang des 17. Jahrhunderts errichtet. Am Stiegenaufgang befindet sich ein sekundär versetztes Renaissanceportal mit Rosettendekor. Der zweigeschoßige Torbau mit geputzter Ortsteinquaderung ist durch eine flachbogige Einfahrt zugänglich. An der Nordseite liegen zweigeschoßige Wohn- und Wirtschaftsgebäude. Das Obergeschoß des Wohntrakts kann über eine Freitreppe und eine Estrade auf Pfeilerarkaden vom Hof aus erreicht werden. An der Ostseite stehen eingeschoßige Wirtschaftsgebäude.
Im Westtrakt befinden sich einige Renaissanceportale sowie ein sekundär versetztes, gotisches Schulterbogenportal. Im ersten Obergeschoß liegt ein tonnengewölbter Raum mit Stuckdecke aus der ersten Hälfte des 17. Jahrhunderts.

## Schlosskapelle

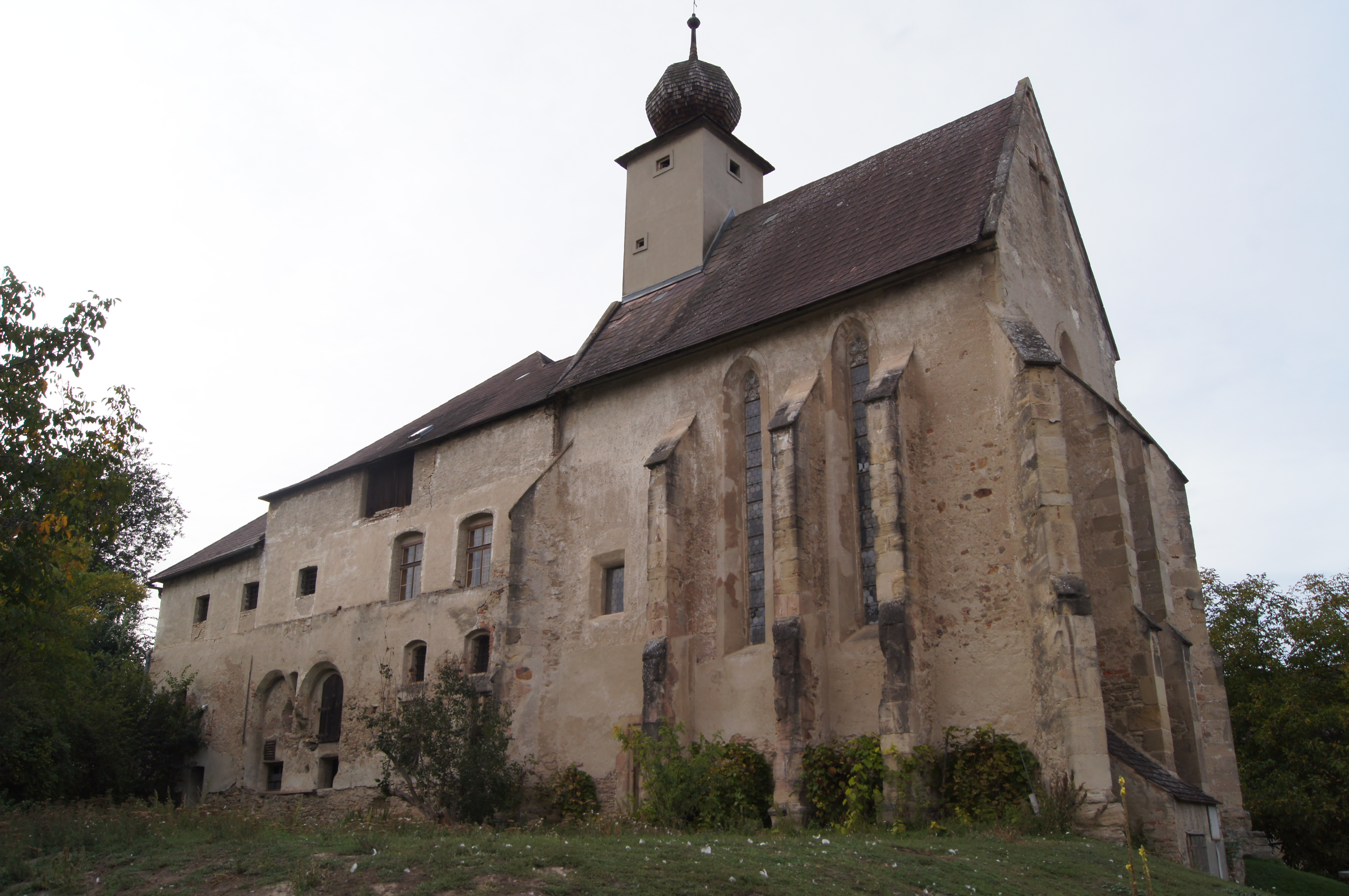
Schlosskapelle

An der Südseite des Schlosses erhebt sich die schmale, hochgesteckte, mit Strebepfeilern ausgestattete Kapelle aus der Zeit um 1320. Ihre Fassade ist im Osten durch ein zweibahniges und im Norden und Süden je durch ein einteiliges Maßwerkfenster durchbrochen. Sie ist durch ein spitzbogiges Portal an der Nordseite zugänglich. Unterhalb des Giebels befindet sich eine kreuzförmige Öffnung. Der Dachreiter mit Giebelhelm stammt aus dem 16./17. Jahrhundert. An der Nordwestecke steht ein bemerkenswertes gotisches Weihwasserbecken mit grotesken Masken.
Der Innenraum ist durch ein dreijochiges Kreuzrippengewölbe auf schlanken Bündeldiensten gedeckt. Der gerade Schluss ist durch diagonale Ecken als Fünfachtelschluss interpretiert. Zu den weiteren Merkmalen zählen runde Schlusssteine mit Vogelreliefs, ein umlaufendes Kaffgesims und spitzbogige Sitznischen.
Zur Einrichtung zählen eine Wandmalerei mit Darstellung des Heiligen Christophorus aus der ersten Hälfte des 14. Jahrhunderts, ein frühbarocker Altar mit Altarblatt Guter Hirte, bezeichnet mit 1653, ein ovales Aufsatzbild Mariae Himmelfahrt, ein Weihwasserbecken mit Blendmaßwerk aus der Bauzeit sowie die gotische Steinfigur eines Ritters.